# Monte Alegre dos Campos
Monte Alegre dos Campos is een gemeente in de Braziliaanse deelstaat Rio Grande do Sul. De gemeente telt 3.256 inwoners (schatting 2009).

## Aangrenzende gemeenten
De gemeente grenst aan Bom Jesus, Campestre da Serra, Caxias do Sul, São Francisco de Paula en Vacaria.